# 梅利尼奇諾耶湖
56°3′29″N 48°21′25″E / 56.05806°N 48.35694°E

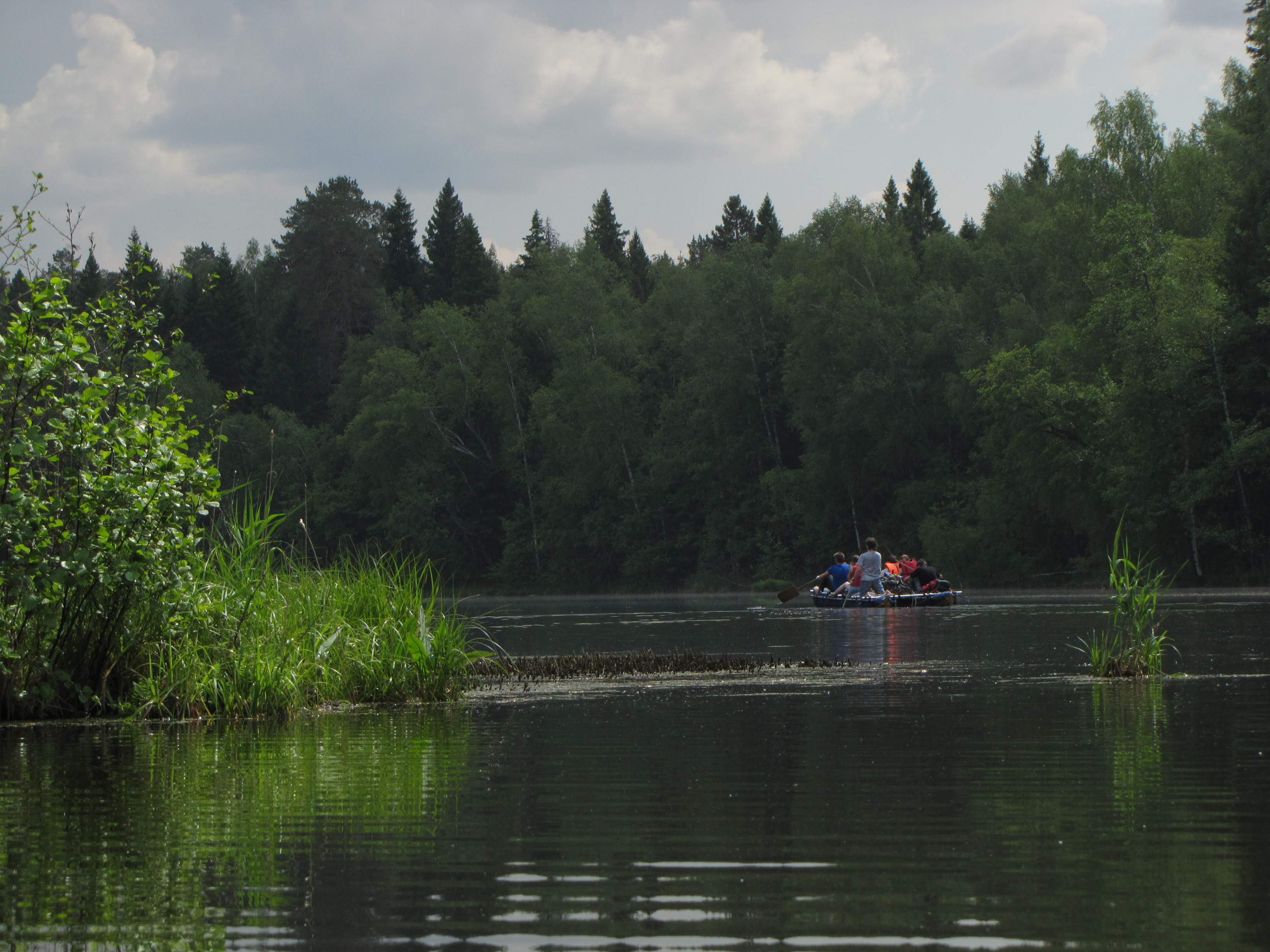

梅利尼奇諾耶湖（俄语：Мельничное），是俄羅斯的湖泊，位於該國西部，由馬里埃爾共和國負責管轄，長0.682公里、寬0.315公里，面積0.4097平方公里，海拔高度92.4米，平均水深2米，最大水深4米。